# Brachionus
Brachionus är ett släkte av hjuldjur som beskrevs av Peter Simon Pallas 1766. Brachionus ingår i familjen Brachionidae.

## Bildgalleri

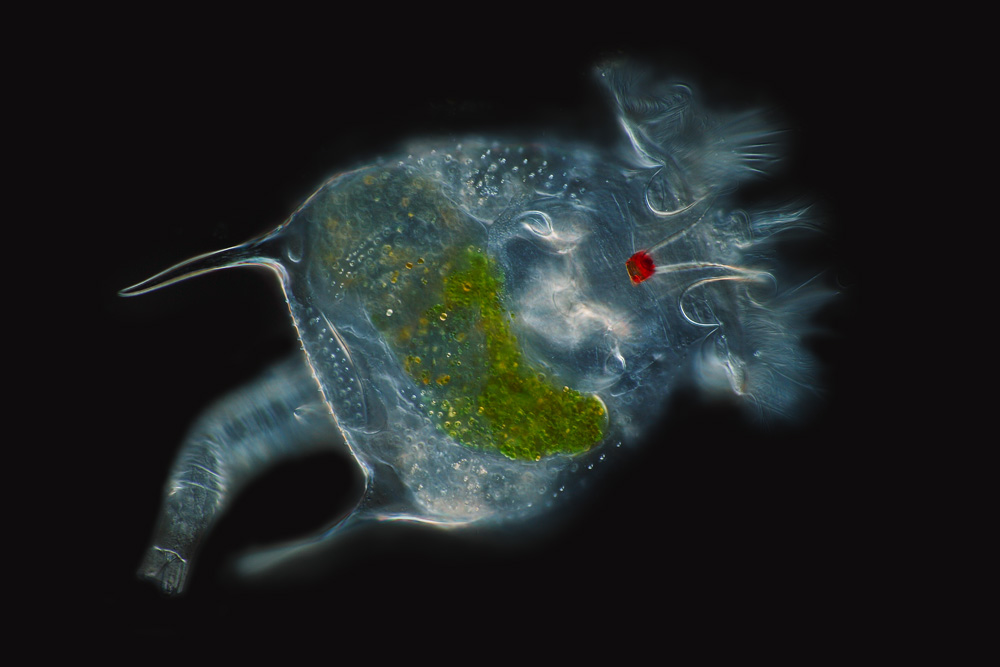

## Dottertaxa tillBrachionus, i alfabetisk ordning[1][2]
- Brachionus adisi
- Brachionus africanus
- Brachionus ahlstromi
- Brachionus amazonicus
- Brachionus amsterdamensis
- Brachionus angularis
- Brachionus asplanchnoides
- Brachionus austrogenitus
- Brachionus baylyi
- Brachionus bennini
- Brachionus bidentatus
- Brachionus budapestensis
- Brachionus budapestinensis
- Brachionus calyciflorus
- Brachionus caudatus.
- Brachionus charini
- Brachionus dichotomus
- Brachionus dimidiatus
- Brachionus diversicornis
- Brachionus dolabratus
- Brachionus donneri
- Brachionus durgae
- Brachionus falcatus
- Brachionus forficula
- Brachionus havanaensis
- Brachionus huangi
- Brachionus ibericus
- Brachionus incertus
- Brachionus josefinae
- Brachionus keikoa
- Brachionus kostei
- Brachionus kultrum
- Brachionus leydigii
- Brachionus lyratus
- Brachionus manjavacas
- Brachionus mirus
- Brachionus murphyi
- Brachionus nilsoni
- Brachionus novaezealandiae
- Brachionus orientalis
- Brachionus pinneenaus
- Brachionus plicatilis
- Brachionus postcurvatus
- Brachionus pseudonilsoni
- Brachionus pterodinoides
- Brachionus quadridentatus
- Brachionus rotundiformis
- Brachionus rubens
- Brachionus satanicus
- Brachionus schwoerbeli
- Brachionus sericus
- Brachionus sessilis
- Brachionus spatiosus
- Brachionus srisumonae
- Brachionus urceolaris
- Brachionus variabilis
- Brachionus zahniseri